# Kaspar Rostrup

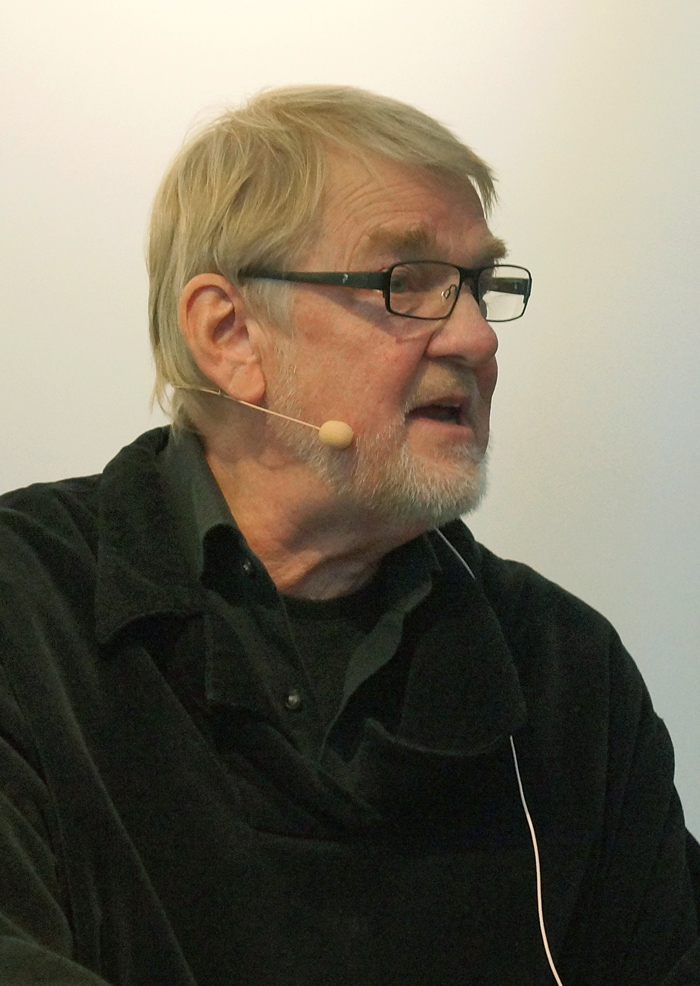
Kaspar Rostrup (2012)

Kaspar Rostrup (* 27. April 1940 in Frederiksberg) ist ein dänischer Schauspieler, Drehbuchautor und Regisseur.

## Leben
Kaspar Rostrup wuchs als Sohn des Philosophen und späteren Museumsdirektors Haavard Rostrup (1907–1986) und der Keramikerin Esther Fog (1907–1999) in Kopenhagen auf, wo er bis heute lebt. Sein Großvater Egill Rostrup, sein Onkel Asmund Rostrup und sein Cousin Hans Rostrup waren ebenfalls als Schauspieler tätig. 
Bereits im Jahr 1962 hatte Rostrup sein Debüt als Bühnendarsteller in dem Theaterstück Fysikerne (Dr. Physiker). Von 1966 bis 1968 absolvierte er seine Schauspielausbildung an der Eleveskole des Königlichen Theaters Kopenhagen und an der Schauspielschule des Aarhus Teaters. Nach dem Studium war er ab 1968, der künstlerische Leiter des Experimentellen Theaters an der Vestergade 58 in Aarhus. In den frühen 1970er-Jahren wirkte er als Regisseur bei mehreren dänischen Fernsehserien und Theaterstücken mit. 1981 debütierte er als Filmregisseur in Jeppe på bjerget. Von 1984 bis 1992 war er Intendant am Gladsaxe Teater, wo er auch das Konzept erstellte für das sogenannte Totaltheater. Ab 1992 war er auch bei Produktionen für Nordisk Film tätig.
Zudem schrieb Rostrup das Drehbuch und führte die Regie zu den Fernsehserien Bryggeren von 1996 und 2000 zu Her i nærheden sowie war 2006 zu der Serie Vores sensommer als Regisseur tätig. Von 2006 bis 2009 war er am Gladsaxe Ny Teater der künstlerische Leiter.
Rostrup war zweimal verheiratet. Beide Ehen blieben kinderlos.

## Auszeichnungen
Sein Film Jeppe på bjerget wurde 1981 auf dem 12. Internationalen Filmfestival Moskau für einen Filmpreis nominiert.
Seinen größten Erfolg hatte er als Regisseur und Drehbuchautor zu dem Film Tanzen mit Regitze (Dansen med Regitze) der 1989 mit dem Bodil als bester dänischer Film ausgezeichnet und ebenfalls im gleichen Jahr mit dem Robert in der Kategorie Bester dänischer Film prämiert wurde. Außerdem wurde dieser Film 1990 für den Oscar nominiert in der Kategorie für den besten fremdsprachigen Film.

## Filmografie

### Regisseur
- 1968: Woyzeck
- 1968: De unævnelige
- 1969: Karrig Niding
- 1970: Samtale om natten i København
- 1972: Lyseholderen
- 1973: Båndet
- 1973: Erasmus Montanus
- 1975: Aladdin eller den forunderlige lampe (Miniserie)
- 1981: Jeppe vom Berge (Jeppe på bjerget)
- 1982: Protesten
- 1984: Niels Klims underjordiske rejse
- 1989: Tanzen mit Regitze (Dansen med Regitze)
- 1996: Bryggeren (Fernsehserie)
- 2000: Her i nærheden
- 2006: Vores sensommer

### Drehbuchautor
- 1981: Jeppe vom Berge (Jeppe på bjerget)
- 1989: Tanzen mit Regitze (Dansen med Regitze)
- 1996: Bryggeren (Miniserie, 1. Episode)
- 2000: Her i nærheden

### Schauspieler
- 1962: Rikki og mændene
- 1968: Soldaterkammerater på bjørnetjeneste